# Distrito de Kitzbühel
Kitzbühel es un distrito del estado de Tirol (Austria). Limita al norte con Baviera (Alemania), el oeste con los distritos de Kufstein y Schwaz, y con la región de Pinzgau (Salzburgo) al sur y al este.
El centro administrativo del distrito es la ciudad de Kitzbühel.

## División administrativa (población año 2018)
- Aurach bei Kitzbühel 1130
- Brixen im Thale 2639
- Fieberbrunn 4287
- Going am Wilden Kaiser 1849
- Hochfilzen 1196
- Hopfgarten im Brixental 5677
- Itter 1150
- Jochberg 1577
- Kirchberg in Tirol 5245
- Kirchdorf in Tirol 3936
- Kitzbühel 8272
- Kössen 4346
- Oberndorf in Tirol 2194
- Reith bei Kitzbühel 1662
- Schwendt 823
- St. Jakob in Haus 791
- St. Johann in Tirol 9428
- St. Ulrich am Pillersee 1819
- Waidring 2019
- Westendorf 3652